# Iso-Valkeainen (sjö i Kuhmo, Kajanaland, Finland)
Iso-Valkeainen eller Valkeainen är en sjö i Finland. Den ligger i kommunen Kuhmo i landskapet Kajanaland, i den östra delen av landet, 500 km nordost om huvudstaden Helsingfors. Iso-Valkeainen ligger 243 meter över havet. Den är 19,1 meter djup. Arean är 44 hektar och strandlinjen är 5,51 kilometer lång. Sjön  ingår i Uleälvens huvudavrinningsområde.   I omgivningarna runt Iso-Valkeainen växer i huvudsak barrskog.
I övrigt finns följande vid Iso-Valkeainen:
- Nuotti-Valkeainen (en sjö)